# Tom Nugent
Thomas N. «Tom» Nugent (24 de febrero de 1913-19 de enero de 2006) fue un entrenador de fútbol americano universitario, comentarista deportivo y hombre de relaciones públicas. Se desempeñó como entrenador principal de fútbol en el Instituto Militar de Virginia, la Universidad Estatal de Florida y la Universidad de Maryland. Su récord de carrera fue 89-80-3. A Nugent se le atribuye el desarrollo de la Formación I.

## Temprana edad
Nugent, oriundo de Lawrence, Massachusetts, asistió al Ithaca College en el estado de Nueva York, donde jugó al béisbol, baloncesto, fútbol y atletismo. Se graduó en Ithaca en 1936.
Durante la Segunda Guerra Mundial, Nugent sirvió en el Cuerpo Aéreo del Ejército de los Estados Unidos y alcanzó el rango de capitán. Trabajó como instructor de acondicionamiento físico para el despliegue de oficiales, y más tarde, como el director de entretenimiento de una instalación militar en Missouri.

## Carrera como entrenador

### Instituto Militar de Virginia y la Formación "I"
Nugent comenzó su carrera de entrenador de fútbol en el nivel interescolar en Virginia. En enero de 1949, mientras ejercía de entrenador en Hopewell High School, fue contratado por el Instituto Militar de Virginia para reemplazar al primer entrenador Slick Morton, quien había renunciado en asumir el control en el estado de Misisipi.
En su primer juego como entrenador colegiado, William & Mary Tribe derrotó a VMI, 54-6. El primer entrenador de los Indios, Rube McCray, dijo que nunca perdería frente a un exentrenador de la escuela secundaria. Para contrarrestar la gran línea defensiva y el cuerpo de apoyadores de William y Mary, Nugent comenzó a desarrollar la reconocida Formación I, que debutó al año siguiente en 1950. VMI venció a William y Mary, 28-23 y derrotó al favorito de 28 puntos, Georgia Tech 14-13. Los Keydets publicaron más de 400 yardas ofensivas en ambos concursos. El éxito de la nueva formación llevó al primer entrenador de Notre Dame, Frank Leahy, a enviar dos entrenadores asistentes para observar la práctica de primavera de VMI al año siguiente. En el segundo cuarto del partido inaugural de la temporada de 1951 contra Indiana, Notre Dame usó la Formación I para anotar cuatro touchdowns. Nugent comenzó a dar clínicas de entrenamiento en la Formación I, y en 1961, John A. Mackay reemplazó su pro T con el I en el sur de California. El éxito de McKay con la formación en la temporada siguiente llevó a más equipos a adoptarlo en todo el país. La invención de la Formación I ocasionalmente se atribuye erróneamente a McKay o Leahy, a lo que Nugent respondió: «Es algo que se ha malinterpretado durante mucho tiempo... Pero todo lo que tienes que hacer es buscarlo».
Antes de la temporada de 1951, se decía que VMI tenía «el mejor surtido de material desde Bosh Pritchard y Joe Muha». Los Keydets terminaron 7-3 por una participación en el co-ampeonato de la Conferencia del Sur. En enero de 1952, se informó que la Universidad Estatal de Washington estaba interesada en contratar a Nugent como su entrenador en jefe.

### Estado de Florida
Nugent asumió el cargo de primer entrenador en la Universidad Estatal de Florida en 1953, y trajo consigo la Formación I. Él dijo: «La gente era muy escéptica al principio. Dijeron que nunca funcionaría, pero no pasó mucho tiempo para darse cuenta de que estábamos en algo grande». El programa de fútbol de la Florida State tenía menos de una década, y el equipo de la temporada anterior solo había logrado una victoria.
Nugent entrenó a Florida State en su primer partido de fútbol contra su rival intraestatal Florida. El enfrentamiento requirió regatear con su homólogo de la Universidad de Florida, el entrenador Bob Woodruff, sobre quien dijo Nugent: "Parece que quiere que prometamos todo, pero que perdamos el juego".
En 1954, Florida State terminó con un récord de 8-3 y recibió una invitación para el Sun Bowl de 1955, el primer juego de postemporada de la escuela en el Día de Año Nuevo. Fueron derrotados por Texas Western, 47-20. En 1958, Nugent llevó a los Seminoles a un récord de 7-3. Jugaron Oklahoma State en el 1958 Bluegrass Bowl, donde fueron derrotados, 15-6.
Durante su mandato en Florida State, también se desempeñó como director deportivo y entrenó al analista de ESPN Lee Corso y al actor Burt Reynolds. Reynolds dijo: "Puso a FSU en el mapa en los primeros años".
Su récord final en Florida State fue 34-28-1.

### Maryland
En la primera práctica antes de la temporada de 1959, Nugent se dirigió a su equipo diciendo «Hola, soy Tom Nugent y odio West Virginia». Los Mountaineers fueron el primer oponente de Maryland de la temporada, y Nugent guio a los Terrapins a una victoria de 27-7 en ese juego.
En 1961, el equipo de Nugent en Maryland se convirtió en el primer programa de fútbol americano universitario del país en poner los nombres de los jugadores en la parte posterior de sus camisetas. Esa temporada, lideró a los Terrapins a la mejor temporada de su mandato y terminó con un récord de 7-3. Lo más destacado de la temporada fue la derrota 21-17 de Penn State, la única victoria de Maryland de la serie de 37 juegos. Los Terrapins también derrotaron a Syracuse, séptimo clasificado, 22-21.
Nugent acumuló un récord de 36-34 durante su mandato en Maryland. Permaneció el último entrenador de Maryland para ganar su juego inaugural con el equipo hasta que Ralph Friedgen igualara esa hazaña en 2001.
Bajo Nugent, en 1962, Maryland integró su equipo de fútbol después de que Darryl Hill llamó la atención del entrenador asistente de Maryland, Lee Corso, quien Nugent había animado a encontrar un atleta de raza negra para jugar en su equipo. Hill se convirtió no solo en el primer jugador de fútbol afroamericano en Maryland, sino en el primero en la Conferencia de la Costa Atlántica y en cualquier colegio o universidad del "viejo sur".

## Jubilación
Al concluir su carrera como entrenador, Nugent trabajó como presentador de deportes. A finales de la década de 1960, pasó cuatro años con la asociación de ABC WPLG en Miami. En la década de 1970, trabajó en relaciones públicas, incluso en el Instituto de Tecnología de la Florida en Melbourne.
En 1970, Ithaca College indujo a Nugent en la Ithaca Sports Hall of Fame. El Salón de la Fama de la Universidad Estatal de Florida incluyó a Nugent en 1983, y también en el Salón de la Fama del Deporte de Florida. En 1998, recibió el premio Lifetime Achievement de la Asociación de Antiguos Alumnos de Ithaca. La National Football Foundation le otorgó la Contribución Sobresaliente al Premio de Fútbol Amateur en el año 2000.
Nugent estuvo casado con su esposa Peg en 1941, y tuvieron nueve hijos, cinco niños y cuatro niñas . Su esposa murió en 2002. Se retiró, primero a Indian Harbour Beach, Florida en la década de 1980, y luego al Westminster Oaks Health Center en Tallahassee, Florida, donde murió de insuficiencia cardíaca congestiva el 19 de enero de 2006.